# Brachymeles pathfinderi
Espèce
Statut de conservation UICN

 DD  : Données insuffisantes
Brachymeles pathfinderi est une espèce de sauriens de la famille des Scincidae.

## Répartition
Cette espèce est endémique de Mindanao aux Philippines.

## Description
Brachymeles pathfinderi mesure environ 60 mm.

## Étymologie
Cette espèce est nommée en l'honneur du bateau à vapeur Pathfinder.

## Publication originale
- Taylor, 1925 : Additions to the herpetological fauna of the Philippines, IV. The Philippine Journal of Science, vol. 26, p. 97-111.